# Manningtree

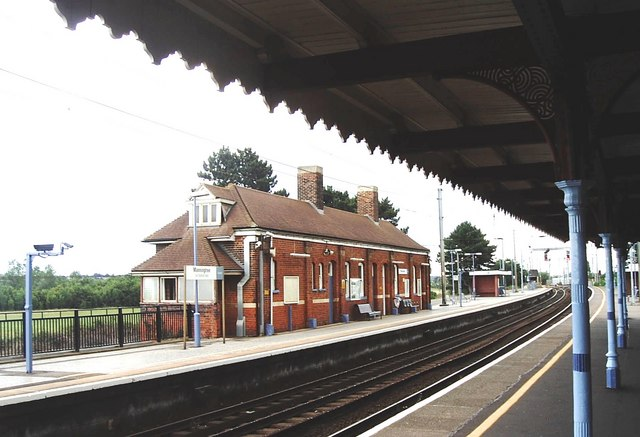
La gare de Manningtree

Manningtree est une ville et une paroisse civile située dans le district de Tendring, Essex, en Angleterre.

## Situation géographique
Manningtree est située sur la Stour, à 12 km au nord-est de Colchester et à 75 km au sud de Norwich. Son territoire jouxte les zones bâties de Lawford à l'ouest et de Mistley à l'est, l'ensemble de ces trois paroisses étant parfois appelé « Manningtree ».

## Particularité
Manningtree s'honore du titre de « plus petite ville d'Angleterre ».

## Personnalités liées à la localité
- Margaret Thatcher (1925-2013), femme politique et premier ministre, a vécu à Manningtree.